# Ibrahim Lipumba

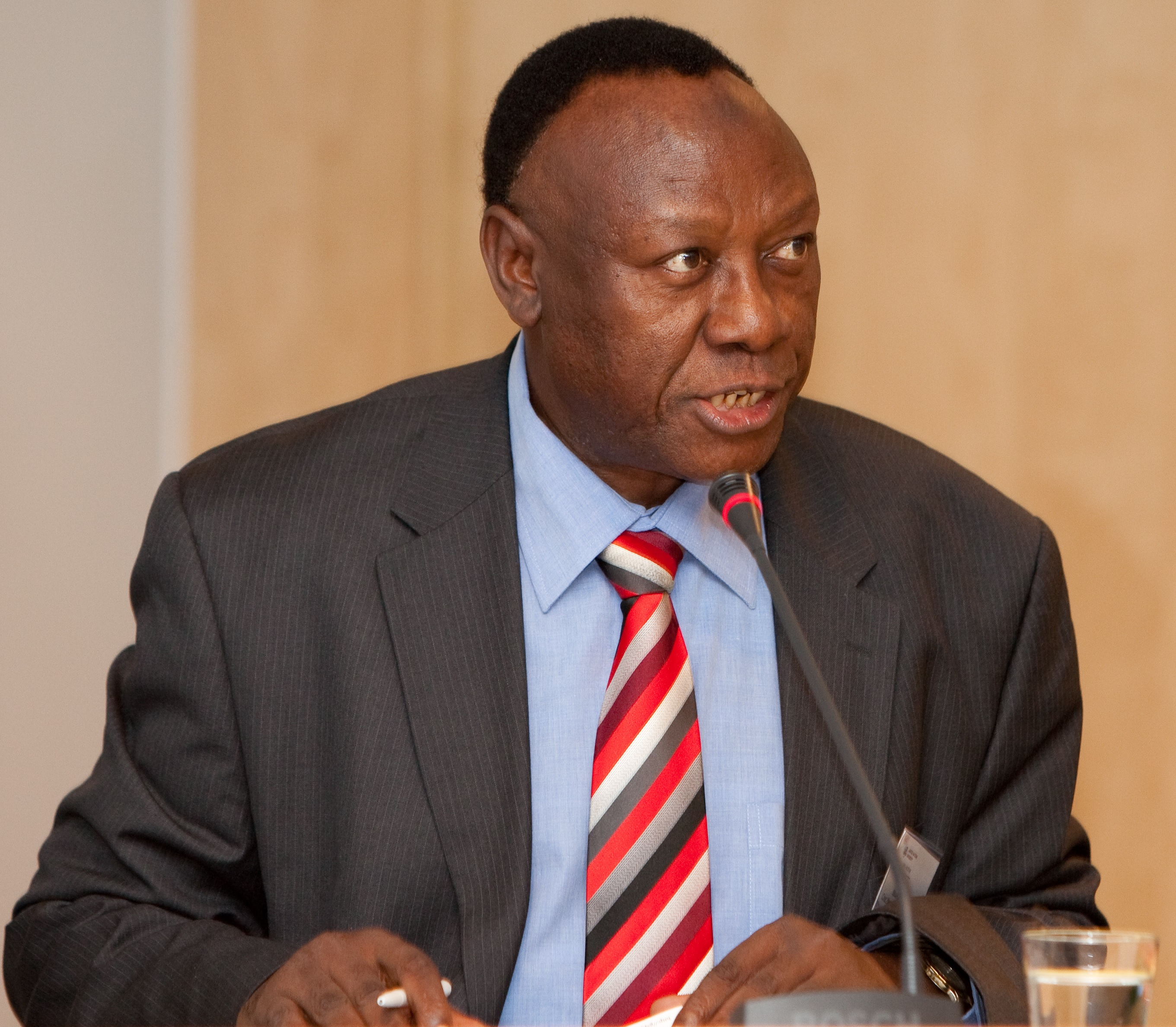
Lipumba

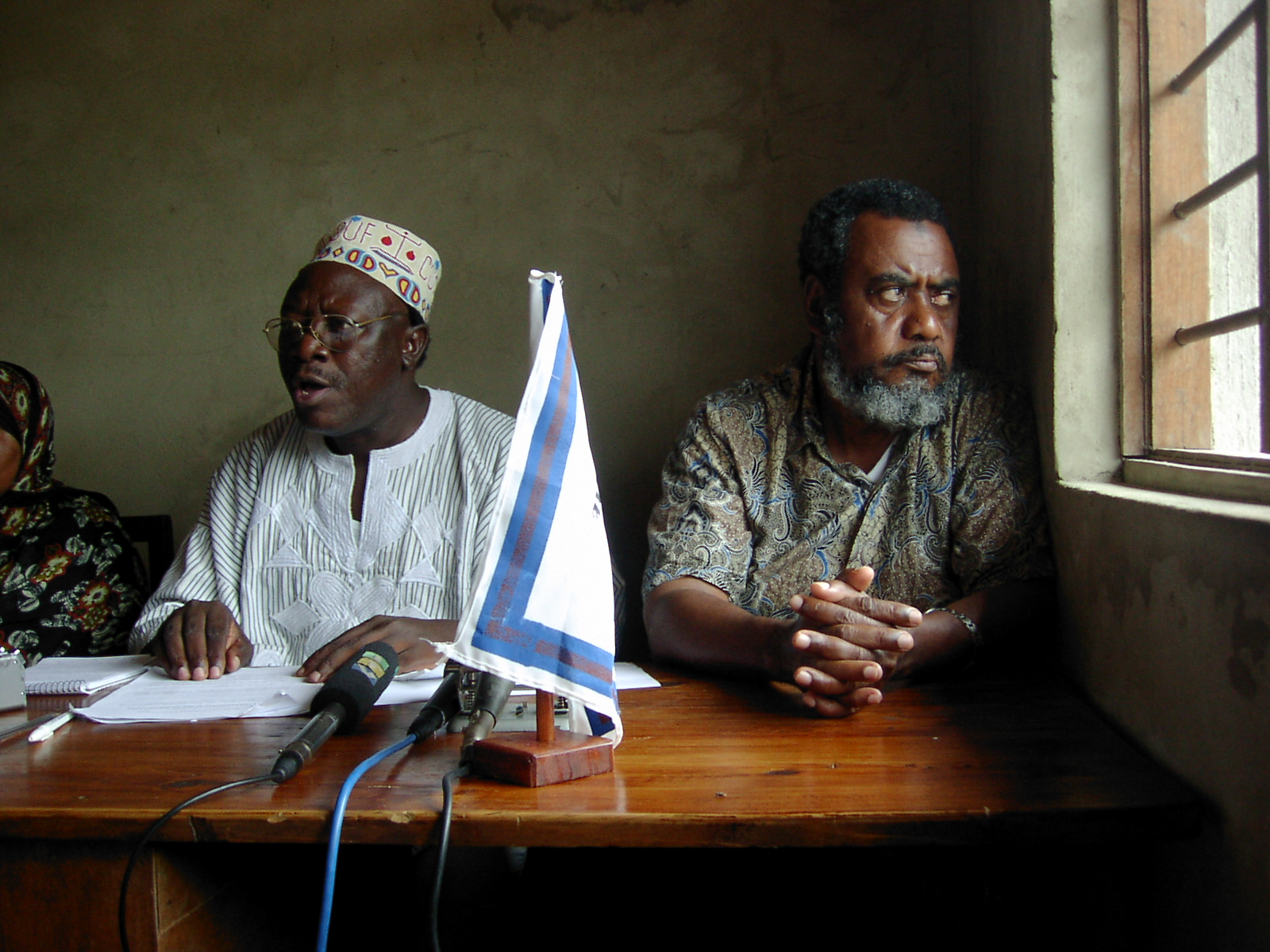
Lipumba bei einer Pressekonferenz 2003

Nguyuru Haruna Ibrahim Lipumba (* 6. Juni 1952 in Ilolangulu, Tabora-Region, Tansania) ist Ökonom und Politiker der Civic United Front (CUF, Chama Cha Wananchi).
Lipumba promovierte 1983 an der Stanford University in Wirtschaftswissenschaften, wo er auch seinen Master of Arts gemacht hat. An der Universität von Dar es Salaam hat er seine Studien abgeschlossen.
Lipumbas Interessen sind im Bereich Wirtschaftswissenschaften vor allem Internationaler Handel und Finanzen, Makroökonomie, Entwicklungsökonomie und Agrarwirtschaft. Seine Karriere führte ihn zum Wirtschaftsberater mehrerer Regierungen – auch in Uganda der späten 1980er und 1990er Jahre. Darüber hinaus arbeitet Lipumba im Bereich der Bildung. Er hat als Universitätsprofessor an Institutionen in Tansania, den Vereinigten Staaten und Skandinavien unterrichtet.
Seit 1995 engagiert sich Lipumba zusätzlich als Chef der Oppositionspartei Civic United Front (CUF). Als Anführer der CUF war Lipumba zweimal (1995 und 2000) Präsidentschaftskandidat für seine Partei. Anfang Oktober 2012 verkündete er, er wolle bei den nächsten Wahlen 2015 erneut antreten, weil er der einzige sei, der das Land zu seiner ursprünglichen Einheit zurückführen könne.
Bei der Präsidentschaftswahl in Tansania 2010 errang Lipumba mit 8,3 % die drittstärkste Kraft, nachdem er zuletzt 2005 noch 11,7 % erzielt hatte.
Ibrahim Lipumba ist verheiratet sowie ein begeisterter Sportler. Er hat leidenschaftlich Fußball gespielt, bis ihn eine schwere Knieverletzung daran hinderte. Er unterstützt heute die Tansanischen Nationalmannschaft der Taifa Stars sowie die Mannschaft von FC Arsenal.